# Hilfsstoff (Rechnungswesen)
Ein Hilfsstoff ist in der Produktion und im dazugehörigen Rechnungswesen jenes Hilfs-Material, welches während des Produktionsprozesses direkter Bestandteil des Produkts wird, aber nicht seine Haupteigenschaft ausmacht. Hilfsstoffe gehören in der Bilanz zum Umlaufvermögen.

## Allgemeines
Hilfsstoffe gehören wie die Roh- und Betriebsstoffe zu den Werkstoffen. Zu den Hilfsstoffen werden im Handelsrecht sämtliche Materialien gerechnet, die im Fertigungsprozess in das Produkt substanziell eingehen; sie prägen jedoch im Gegensatz zu den Rohstoffen das Endprodukt in seiner physischen Substanz nicht. Im Gegensatz zu den Rohstoffen bilden sie nur einen untergeordneten Bestandteil der fertigen Erzeugnisse. Während Roh- und Hilfsstoffe wesentliche Bestandteile des Endproduktes werden, werden Betriebsstoffe bei Betriebsbereitschaft oder Produktion verbraucht.
Hilfsstoffe sind als Unterart der Werkstoffe ein Produktionsfaktor, und zwar ein so genannter Repetierfaktor, der in der Produktion ständig verbraucht wird und zwecks weiterer Produktion neu zu beschaffen ist. Anders als die Rohstoffe spielen Hilfsstoffe mengen- und wertmäßig nur eine untergeordnete Rolle beim Endprodukt.

## Arten
Hilfsstoffe bilden lediglich unbedeutende Nebenbestandteile eines Produkts und üben nur eine Hilfsfunktion aus. Ihre Abgrenzung zu den Rohstoffen fällt nicht immer leicht, maßgeblich ist ihr mengen- und wertmäßig geringer Anteil am Endprodukt. Hilfsstoffe gehören regelmäßig zu den Fertigerzeugnissen aus vorgelagerten Produktionsstufen. Denn es ist zu bedenken, dass in einem vertikalen Produktionsprozess die Fertigprodukte eines Unternehmens bei einem anderen, nachgelagerten Unternehmen als Hilfsstoffe gelten können; so etwa Schrauben der Eisenverarbeitung bei einem Automobilhersteller.
Zu den Hilfsstoffen gehören
- feste Hilfsstoffe: Schrauben, Nägel, Schweißdrähte, Gummi, Kunststoffe oder Stoffe jeder Art. Auch Verpackungsmaterial, das für die Verkaufsfähigkeit eines Produktes wesentlich und im Verkaufspreis enthalten ist (etwa bei Lebensmitteln, Getränken), gehört zu den Hilfsstoffen.[5]
- Flüssige Hilfsstoffe: Konservierungsmittel, Klebstoffe, Farbstoffe oder die große Gruppe der Additive.

In der Pharmazie werden nicht arzneilich wirksame Zusatzstoffe verwendet, die als pharmazeutischer Hilfsstoff bezeichnet werden.
Hilfsstoffe gehören in der Kosten- und Leistungsrechnung zwar zu den Einzelkosten, werden jedoch häufig als so genannte unechte Gemeinkosten erfasst. Der Grund liegt darin, dass für eine genaue Zuordnung der Hilfsstoffe zu den Produkten ein hoher Verwaltungsaufwand erforderlich wäre. Durch die Betrachtung als Gemeinkosten wird allerdings das Prinzip der verursachungsgerechten Zuordnung verletzt.

## Bewertung
Die zum Bilanzstichtag nicht verbrauchten Hilfsstoffe werden nach § 266 Abs. 2 B I Nr. 1 HGB aktiviert und bilden deshalb als Vorräte einen Teil des Umlaufvermögens. Dieses unterliegt nach § 253 Abs. 4 HGB dem strengen Niederstwertprinzip, bei dem die Anschaffungskosten oder der niedrigere Börsen- oder Marktpreis bei der Bewertung zugrunde zu legen ist. Eine Bewertung im Rahmen des Festwertverfahrens ist möglich, wenn gleichartige Hilfsstoffe zusammengefasst werden können. Die Bewertung der Hilfsstoffe unterliegt ferner dem Verbrauchsfolgeverfahren, bei dem die zeitliche Abfolge zwischen Lagerung und Produktion fingiert wird. Auch in kleineren Betrieben, insbesondere in einem Handwerksbetrieb, müssen die halbfertigen Arbeiten und Hilfsstoffe – ebenso wie in einem Fertigungsbetrieb Halbfabrikate und Hilfsstoffe – an den Bilanzstichtagen grundsätzlich durch Inventur aufgenommen werden. Darüber sind Aufzeichnungen zu machen, die eine Nachprüfung sowohl der vollständigen Aufnahmen als auch der Bewertung ermöglichen.